# Carapoia fowleri
Carapoia fowleri är en spindelart som beskrevs av Huber 2000. Carapoia fowleri ingår i släktet Carapoia och familjen dallerspindlar. Inga underarter finns listade.